# Joar Gjerde
Joar Gjerde, född 1 november 1988, är en norsk handbollstränare och före detta handbollsspelare. Sedan 2017 är han tränare för det norska klubblaget Viking HK i Postenligaen. Han är högerhänt och spelade i anfall som vänsternia, bland annat för moderklubb Voll IL, svenska elitserielaget IFK Skövde (2008–2010) och Viking HK. Han är 2,01 meter lång.